# Диалекты нидерландского языка

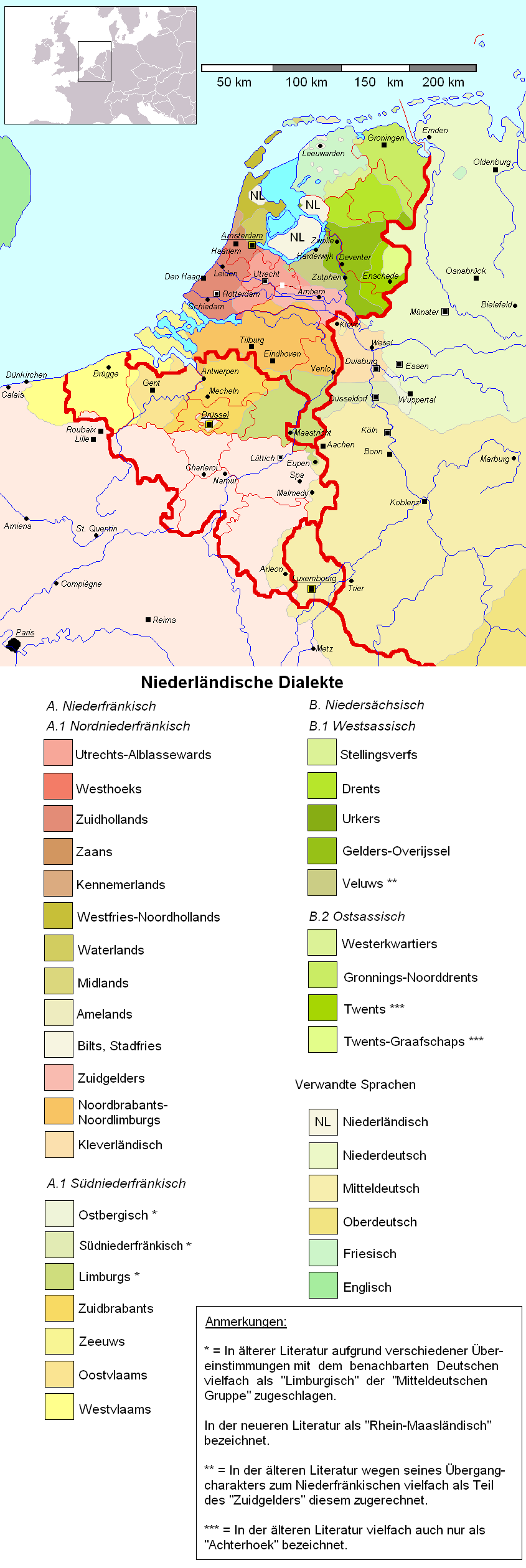
Диалекты Нидерландов

Диалекты нидерландского языка (нидерландские диалекты) представляют собой разновидности нидерландского языка, распространённые в Нидерландах, Бельгии и частично во Франции. Иногда к нидерландским диалектам причисляют с одной стороны лимбургский язык, распространённый помимо Нидерландов и Бельгии также в Германии, и образующий вместе с нидерландским нижнефранконскую группу германских языков, с другой — нижнесаксонские диалекты, распространённые на северо-востоке Нидерландов, структурно более близкие нижнесаксонским диалектам Германии и не входящие в нижнефранконскую группу.

## Подробный список диалектов

Диалекты нидерландского языка

- Юго-западное наречие (западнофламандско-зеландское) (A. Zuidwestelijke groep, Zeeuws/West-Vlaams)
  - Западнофламандская группа диалектов (1. West-Vlaams)
    - французско-фламандские говоры (Frans-Vlaams)
    - зеландско-фламандские говоры (Zeeuws-Vlaams)
      - (Land-van-Axels)
      - (Land-van-Cadzands)

  - зеландский диалект (2. Zeeuws)
    - ворнеский говор (Voornes (Svores))
    - гуреский говор (Goereês)
    - флаккеский говор (Flakkees)
    - филипсландский говор (Fluplands (Philipslands))
    - толенский говор (Thools)
    - схаувенский говор (Schouws)
    - дёйвеландский говор (Duivelands)
    - норд-бевеландский говор (Noord-Bevelands)
    - зёйд-бевеландский говор (Zuid-Bevelands)
    - валхеренский говор (Walchers)
    - городские зеландские говоры (Burgerzeeuws) — города Мидделбург и Флиссинген на Валхерене
- Северо-западное наречие (голландское; B. Noordwestelijke groep, Hollands)
  - стандартный (литературный) нидерландский язык
    - бельгийский вариант нидерландского языка
    - суринамский вариант нидерландского языка

  - (южно-)голландский диалект (3. Zuid-Hollands)
    - береговой говор (Strand-Hollands)
    - городские говоры
      - амстердамский говор (Amsterdams)
      - гаагский говор (Haags)
      - лейденский говор (Leids)
      - роттердамский говор (Rotterdams)

  - вестхукский диалект (переходный к брабантскому; 4. Westhoeks (Noordwesthoeks))
  - ватерландский диалект (5a. Waterlands*)
    - волендамский говор (5b. Volendams*)
    - маркенский говор
    - другие говоры

  - занский диалект (6. Zaans*)
  - кеннемерландский диалект (7. Kennemerlands)
  - западнофрисландский диалект* (северно-голландский диалект; 8. West-Fries) — диалект Западной Фрисландии
    - континентальные говоры — север провинции Голландия
    - островные говоры
      - тексельский — о. Тексел (Tessels)
      - влиландский

  - фрисландский (западно-фризский) диалект — не путать с западнофризским языком, нидерландские говоры провинции Фрисландия
    - билтский говор — община Хет-Билт (9a. Bildts)
    - мидсландский — Мидсланд на острове Терсхеллинг (9b. Midslands)
    - городской фризский (9c. Stadsfries)
    - амеландский — о. Амеланд (9d. Amelands*)

* — сильный западнофризский субстрат
- Северно-центральное наречие (D. Noordelijk-centrale groep, Utrechts-Alblasserwaards)
  - утрехтские говоры (19. Utrechts)
  - алблассервардские (юго-восточно-голландские) говоры (Alblasserwaards)
- Южно-центральное наречие (брабантско-фламандское; E. Zuidelijk-centrale groep)
  - клеверляндский диалект (нижнерейнский; 20. )
    - (Cuijks)
    - (Budels)
    - (Rivierenlands)
    - лимерский говор — переходный к нижнесаксонским (Liemers)
    - неймегенский говор (Nijmeegs)
    - клеверляндские говоры (клеве-везельские) (Kleverlands)

  - восточнобергский диалект — переходный к немецкому, а именно к вестфальскому и рипуарскому диалектам (нем. Ostbergisch)
  - брабантские диалекты (Brabants) — не образуют единой группы
  - северобрабантский диалект (21. Noord-Brabants)
    - северо-западные брабантские говоры (Noordwest-Brabants: Antwerps, Markiezaats (waaronder Bergs) en Baronies (waaronder Bredaas);)
    - центрально-северные брабантские говоры (# Midden-Noord-Brabants: Tilburgs en gelijkende dialecten, Hollands-Brabants (o.m. Land-van-Altenaas) en Maaslands (waaronder Bosch). Hieraan zou men het Betuws en het Maas-en-Waals kunnen toevoegen, maar de samenstellers van het Woordenboek houden zich niet met de provincie Gelderland bezig;)
    - восточно-брабантские говоры (# Oost-Brabants: Kempenlands, Meierijs, Helmonds/Peellands, en aparte subgroepen voor het Geldrops en het Heeze-en-Leendes;)
    - кемпенско-брабантские говоры (# Kempen-Brabants (niet te verwarren met Kempenlands): Noorderkempens en Zuiderkempens (waaronder Mechels);)

  - севернолимбургские говоры (21a. Noord-Limburgs)
  - южнобрабантский диалект (22. Zuid-Brabants: Kleinbrabants (ten westen van Mechelen), Pajots (waaronder Brussels), Centraal Zuid-Brabants (waaronder Hals) en Hagelands (waaronder Leuvens);)
  - восточнофламандские диалекты (23. Oost-Vlaams)

Традиционно к нидерландским диалектам относят также:
- лимбургский язык (F. 24. Zuidoostelijke groep (Limburgs))
- нижнесаксонские диалекты Нидерландов (C. Noordoostelijke groep (Nederlands Nedersaksisch))